# Giro di Sardegna 1977
Il Giro di Sardegna 1977, ventesima edizione della corsa, si svolse dal 26 febbraio al 1º marzo 1977 su un percorso di 599 km, suddiviso su 4 tappe, con partenza da Roma e arrivo a Porto Torres. La vittoria fu appannaggio del belga Freddy Maertens, che completò il percorso in 16h58'54", precedendo i connazionali Rik Van Linden e Patrick Sercu.

## Tappe
| Tappa  | Data        | Percorso             | km  | Vincitore di tappa | Leader cl. generale |
| ------ | ----------- | -------------------- | --- | ------------------ | ------------------- |
| 1ª     | 26 febbraio | Roma > Pomezia       | 129 | Freddy Maertens    | Freddy Maertens     |
| 2ª     | 27 febbraio | Cagliari > Cagliari  | 85  | Patrick Sercu      | Freddy Maertens     |
| 3ª     | 28 febbraio | Cagliari > Nuoro     | 215 | Patrick Sercu      | Patrick Sercu       |
| 4ª     | 1º marzo    | Nuoro > Porto Torres | 170 | Rik Van Linden     | Freddy Maertens     |
| Totale | Totale      | Totale               | 599 |                    |                     |

## Resoconto degli eventi
Nel 1977, il Giro di Sardegna, per la quinta edizione consecutiva venne vinto da un corridore belga; per Freddy Maertens è stato l'unico successo nella competizione sarda. Oltre alla vittoria in classifica generale, il Belgio, dominò la manifestazione, piazzando sul podio, rispettivamente secondo e terzo, anche Rik Van Linden e Patrick Sercu. I tre corridori belgi si imposero in tutte e quattro le tappe, concluse tutte a gruppo compatto (senza distacchi); seppur Sercu vinse 2 frazioni, mentre Van Linden e Maertens rispettivamente una, fu quest'ultimo a trionfare, per via degli abbuoni di tappa (10" al vincitore, 5" al secondo, 3" al terzo); sommando i piazzamenti di tappa Maertens conquistò 23" di abbuono (10" + 3" + 5" + 5"), Van Linden 21" (3" + 5" +3" + 10") e Sercu 20" (0" + 10" + 10" + 0").
Gli altri due corridori che ricevettero abbuoni furono il norvegese Knut Knudsen (5", in quanto secondo nella prima tappa) e l'altro belga Roger De Vlaeminck (3", in quanto terzo nella quarta tappa).

## Dettagli delle tappe

### 1ª tappa
- 26 febbraio: Roma > Pomezia – 129 km

Risultati
| Pos. | Corridore       | Squadra  | Tempo    |
| ---- | --------------- | -------- | -------- |
| 1    | Freddy Maertens | Flandria | 3h19'12" |
| 2    | Knut Knudsen    | Jollj C. | s.t.     |
| 3    | Rik Van Linden  | Sanson   | s.t.     |

| Pos. | Corridore       | Squadra  | Tempo    |
| ---- | --------------- | -------- | -------- |
| 1    | Freddy Maertens | Flandria | 3h19'02" |
| 2    | Knut Knudsen    | Jollj C. | a 5"     |
| 3    | Rik Van Linden  | Sanson   | a 7"     |

### 2ª tappa
- 27 febbraio: Cagliari > Cagliari – 85 km

Risultati
| Pos. | Corridore       | Squadra     | Tempo    |
| ---- | --------------- | ----------- | -------- |
| 1    | Patrick Sercu   | Fiat France | 2h07'11" |
| 2    | Rik Van Linden  | Sanson      | s.t.     |
| 3    | Freddy Maertens | Flandria    | s.t.     |

| Pos. | Corridore       | Squadra     | Tempo    |
| ---- | --------------- | ----------- | -------- |
| 1    | Freddy Maertens | Flandria    | 5h26'10" |
| 2    | Patrick Sercu   | Fiat France | a 3"     |
| 2    | Rik Van Linden  | Sanson      | a 5"     |

### 3ª tappa
- 28 febbraio: Cagliari > Nuoro – 215 km

Risultati
| Pos. | Corridore       | Squadra     | Tempo    |
| ---- | --------------- | ----------- | -------- |
| 1    | Patrick Sercu   | Fiat France | 6h44'12" |
| 2    | Freddy Maertens | Flandria    | s.t.     |
| 3    | Rik Van Linden  | Sanson      | s.t.     |

| Pos. | Corridore       | Squadra     | Tempo     |
| ---- | --------------- | ----------- | --------- |
| 1    | Patrick Sercu   | Fiat France | 12h10'15" |
| 2    | Freddy Maertens | Flandria    | a 2"      |
| 3    | Rik Van Linden  | Sanson      | a 9"      |

### 4ª tappa
- 1º marzo: Nuoro > Porto Torres – 170 km

Risultati
| Pos. | Corridore          | Squadra  | Tempo    |
| ---- | ------------------ | -------- | -------- |
| 1    | Rik Van Linden     | Sanson   | 4h48'42" |
| 2    | Freddy Maertens    | Flandria | s.t.     |
| 3    | Roger De Vlaeminck | Brooklyn | s.t.     |

| Pos. | Corridore       | Squadra     | Tempo     |
| ---- | --------------- | ----------- | --------- |
| 1    | Freddy Maertens | Flandria    | 16h58'54" |
| 2    | Rik Van Linden  | Bianchi     | a 2"      |
| 3    | Patrick Sercu   | Fiat France | a 3"      |

## Classifiche finali

### Classifica generale
| Pos. | Corridore          | Squadra              | Tempo     |
| ---- | ------------------ | -------------------- | --------- |
| 1    | Freddy Maertens    | Flandria-Velda       | 16h58'54" |
| 2    | Rik Van Linden     | Bianchi-Campagnolo   | a 2"      |
| 3    | Patrick Sercu      | Fiat France          | a 3"      |
| 4    | Knut Knudsen       | Jollj Ceramica       | a 18"     |
| 5    | Roger De Vlaeminck | Brooklyn             | a 20"     |
| 6    | Marino Basso       | Selle Royal-Inoxpran | a 23"     |
| 7    | Bruno Vicino       | G.B.C.-Itla          | s.t.      |
| 8    | Giuseppe Saronni   | Scic                 | s.t.      |
| 9    | Pierino Gavazzi    | Jollj Ceramica       | s.t.      |
| 10   | Marcello Bergamo   | Zonca-Santini        | s.t.      |